# Nicola Romaniello
Nicola Romaniello (Aversa, 9 gennaio 1974) è un allenatore di calcio ed ex calciatore italiano, di ruolo centrocampista.

## Carriera

### Giocatore
Ha giocato come centrocampista nei campionati dilettantistici, affermandosi in particolare nel Real Aversa, squadra della sua città con cui colleziona 85 presenze, nel Potenza e nel Marcianise.

### Allenatore
Dopo il ritiro, nel 2010 diventa responsabile del settore giovanile del Real Aversa. L'anno successivo passa ad allenare la prima squadra, militante in Lega Pro Seconda Divisione e condotta alla salvezza. Nel 2014 diventa allenatore della squadra Berretti della Casertana, per poi passare nuovamente ad allenare la prima squadra, con la quale sfiora la promozione in Serie B.
Dopo un'esperienza di breve durata al Melfi in Serie C, passa ad allenare le giovanili del Benevento, alternandosi tra la squadra Primavera e quella under 17. Nel 2021 torna ad allenare una prima squadra, ma l'esperienza in Serie D al San Giorgio dura poche giornate. Nell'estate 2022 viene nominato allenatore della squadra femminile del Pomigliano, con cui esordisce in Serie A il 28 agosto 2022 nella sconfitta per 0-2 contro la Roma.